# Pratt & Whitney
Pratt & Whitney är en amerikansk flygmotortillverkare med global serviceverksamhet. Företaget är dotterbolag till RTX, och är tillsammans med General Electric och Rolls-Royce en av de tre stora jetmotortillverkarna i världen. Pratt & Whitney's flygmotorer används såväl i civilflyg (speciellt av flygbolag) som militärflyg. Förutom flygmotorer tillverkar Pratt & Whitney även industriella gasturbiner, vattenturbiner och arbetar även med elproduktion.
År 2014 rapporterade företaget ha omkring 10 000 anställda, och arbeta med mer än 11 000 kunder i 180 länder runt om i världen. År  2019 var omsättningen för företaget på nästan 20,9 miljarder dollar. Huvudkontoret finns i East Hartford, Connecticut.
Innan jetmotorer blev populära i flygplan, var företaget en av de största tillverkarna av framför allt stjärnmotorer.
Större produkter är motorerna GTF (i Airbus), F135 (i F-35), PW800, PT6-E och PW127XT.